# Calvinisme

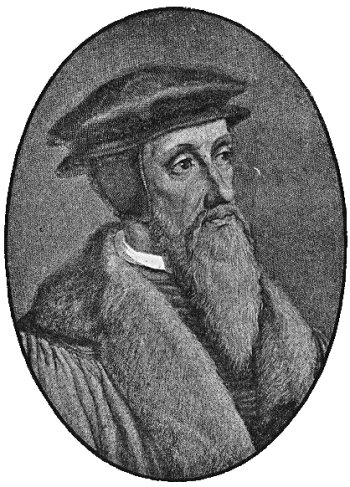
Joan Calví

El calvinisme és una branca cristiana protestant basada en els ensenyaments teològics del reformador Joan Calví (Jean Cauvin). Va ser desenvolupada per teòlegs com Martin Bucer, Heinrich Bullinger, Pietro Martire Vermigli, Huldrych Zwingli, Théodore de Bèze i Guillaume Farel i va influir en teòlegs britànics com Thomas Cranmer i John Knox. Amb tot, degut al paper preponderant del reformador Joan Calví (Jean Cauvin) en els debats confessionals i eclesiàstics, la tradició es va conèixer com a calvinisme. Històricament relacionades amb les doctrines de Zwingli o de Joan Calví, hi ha actualment, l'Església Reformada, però organitzativament és independent.
En el protestantisme, el calvinisme és la doctrina més influent. És fonamentalment una doctrina teocèntrica que neix com a reforma anticatòlica i anti-luterana. La seva doctrina admet la Santíssima Trinitat, l'Encarnació de Crist, les dues natures del Crist (la humana i la divina), la teoria de sant Agustí sobre la gràcia, la predestinació i el pecat original. En l’església calvinista, l’autoritat prové directament de Déu i ha de predicar la paraula, administrar els sagraments i vetllar per la disciplina eclesiàstica. Els elegits més il·lustrats han d’ensenyar els altres a interpretar rectament les Sagrades Escriptures. Calví va acceptar els sagraments del baptisme i l'eucaristia, però va suprimir el culte als sants, a les imatges, a les relíquies, a la creu... perquè tot plegat ho va considerar idolatria. No admeté el sagrament de la reconciliació, ni el vot religiós, ni el celibat, ni tampoc les indulgències. A més va negar l’existència del purgatori.

## Història i influència del calvinisme

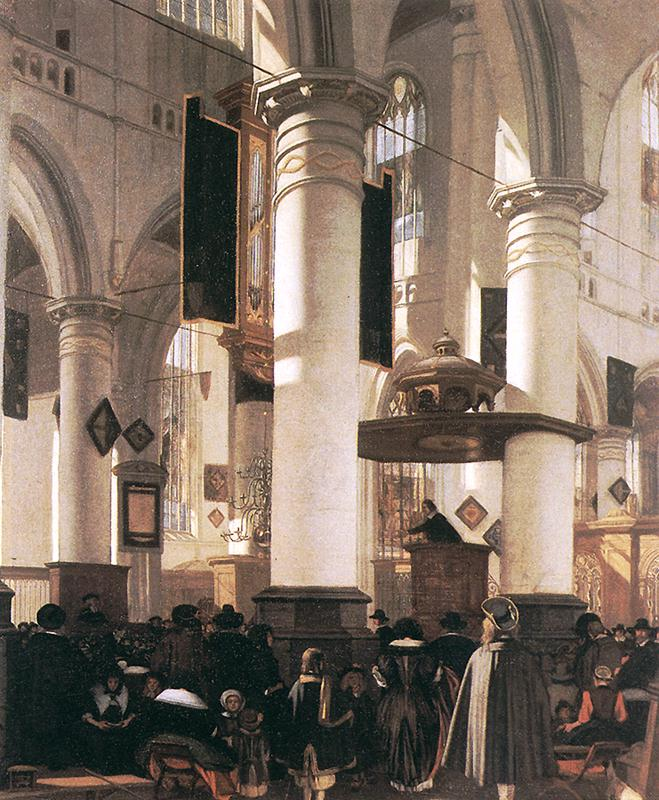
Quadre d’Emanuel de Witte (1660). El calvinisme es caracteritza per les seves esglésies sòbries.

Joan Calví va tenir una influència internacional important en el desenvolupament de la Reforma Protestant, des de l'edat de 25 anys, quan va començar a escriure la seva primera edició dels Instituts de la Religió Cristiana el 1534, i publicat el 1536. Aquesta obra, la qual va ser revisada en diverses ocasions durant la vida de Calví, a més de la col·lecció nombrosa de cartes pastorals i comentaris bíblics són la font de la gran influència constant que ha tingut sobre totes les denominacions del Protestantisme al llarg de llur història.
El creixement de la importància de les esglésies reformades, i de Calví, pertanyen a la segona fase de la Reforma Protestant, període en el qual es van conformar les esglésies evangèliques després de l'excomunió de Martí Luter de l'Església Catòlica. Calví, d'origen francès, es va exiliar a Suïssa. Havia signat la confessió luterana d'Augsburg el 1540, però la seva influència va ser major en la Reforma Suïssa, la qual no era luterana sinó que estava basada en els ensenyaments d'Huldrych Zwingli. Els ensenyaments i la doctrina protestant estaven evolucionant de manera independent a Martí Luter, sota la influència de molts escriptors i reformadors, dels quals Calví va ser preeminent.
La Pau de Westfàlia de 1648, que va acabar la Guerra dels Trenta Anys donava reconeixement legal als calvinistes.
Encara que el calvinisme es pot referir principalment a la doctrina de les esglésies calvinistes, ha estat una peça clau en el fonament de la doctrina protestant, i ha influenciat a nombrosos teòlegs no relacionats amb l'església calvinista per se, com Franciscus Gomarus, el fundador de l'església presbiteriana, John Bunyan, teòleg baptista, i el teòleg nord-americà Jonathan Edwards.

### Extensió del protestantisme
El calvinisme es va estendre ràpidament pels Estats alemanys occidentals, França (hugonots), els Països Baixos, Anglaterra (puritans) i Escòcia, país on va propiciar el naixement de l’Església presbiteriana perquè molts burgesos partidaris del mercantilisme van abraçar el calvinisme que autoritzava el préstec a interès (a diferència dels luterans i dels catòlics) i considerava l’enriquiment personal una benedicció de Déu perquè triomfar en l’ofici i multiplicar les riqueses eren senyals de ser escollit per la salvació.

### Calvinisme i monarquia hispànica

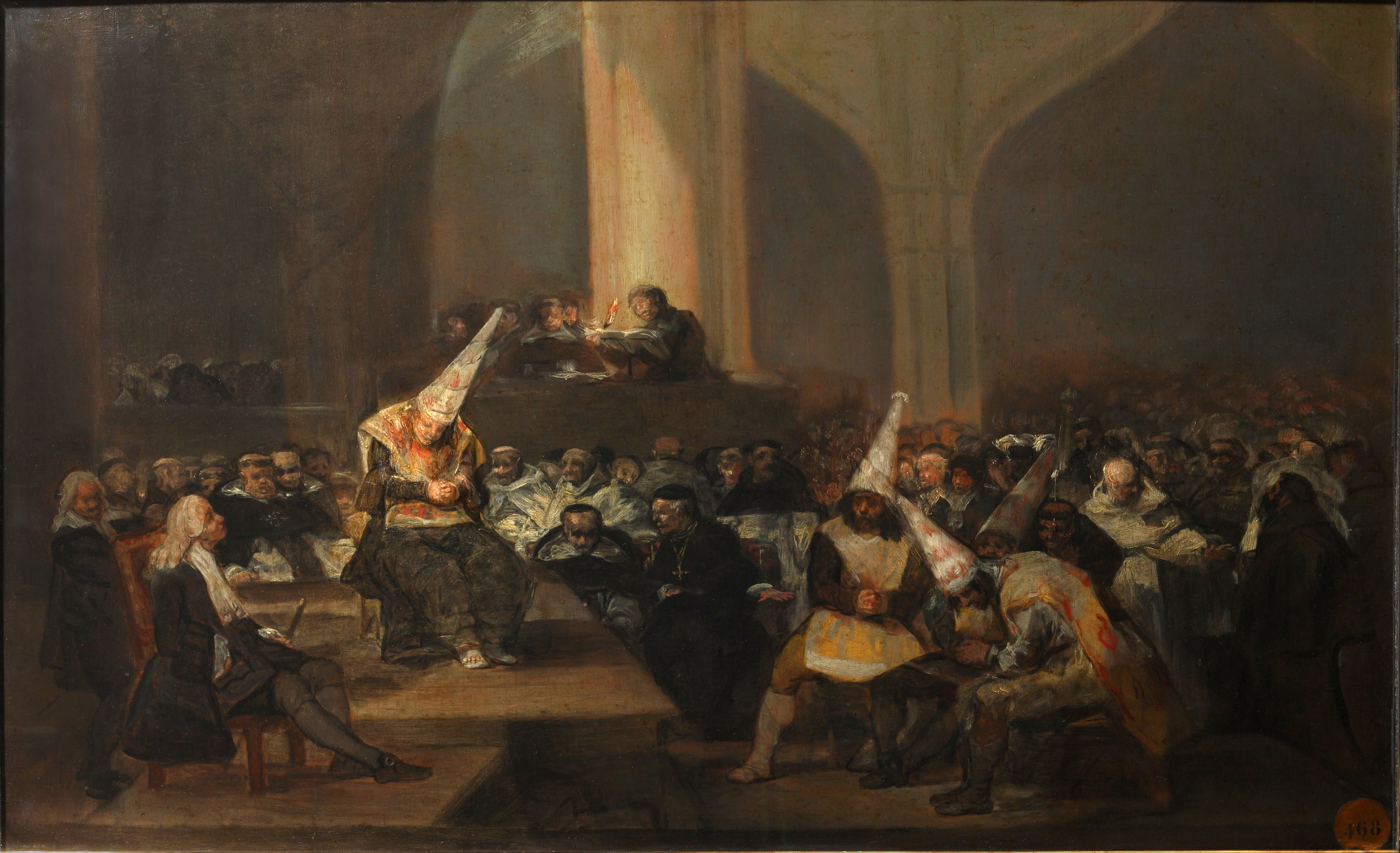
Pintura de Francisco Goya que representa un acte de penitència pública de la Inquisició espanyola.

En canvi, la Reforma protestant, entesa com la voluntat de reinterpretar el paper de l’Església i reformar espiritualment l’Església cristiana occidental, no va arrelar als països catalans sota domini de la monarquia espanyola. L’historiador i teòleg reformat holandès Bernat Coster en dona les motius: “armada amb el suport polític i cultural de totes les forces conservadores dels segles XVI i XVII, la Contrareforma es va servir de tot tipus de pressió social i religiosa, fins i tot de persecució i guerres, per contenir el protestantisme”.
Els primers evangelitzadors protestants van venir del regne de França, bàsicament d'Occitània, on havien triomfat les tesis de Joan Calví. Els protestants catalans bàsicament formaven part de la tradició reformada (el calvinisme), de l'Església evangèlica (el luteranisme) o la doctrina menonita. Però no es va difondre. El professor Carod-Rovira en dona els motius. El protestantisme es va desplegar a Europa sempre associat a un poder polític. És a dir, que els prínceps electors alemanys o els stadhouder (comtes-governadors) flamencs van veure en el reformisme la possibilitat de vestir ideològicament els conflictes sobiranistes que mantenien amb la monarquia hispànica. En canvi, a la península ibèrica, els estaments mercantils i aristocràtics havien quedat en una posició afeblida després de la revolta de les Germanies (1519-1523) i la crisi de la Biga i la Busca barcelonina. Per contra la voluntat de la monarquia d'erradicar el luteranisme es va convertir en una qüestió d'estat. Només en l'àmbit dels Països Catalans, la monarquia va dur a la foguera més de vuit-centes persones i va condemnar a presó (com el conegut cas de l'humanista Pere Galès i Reiner) o va forçar a l’exili a milers de persones. La difusió de les Diferències de Martí Luter sobre el poder de les indulgències, més conegut com Les noranta-cinc tesis es van enganxat a la porta de l'església de Wittenberg el 31 d'octubre del 1517. Només tres anys després, el bisbe de Tortosa Adrià d'Utrecht (el futur papa Adrià VI) ja va prohibir la difusió de llibres de caràcter reformista en el territori de la seva diòcesi i el 4 de desembre de 1523, el Tribunal de la Inquisició de Palma ja va executar a la foguera el pintor Gondisalvi, acusat de pràctica i difusió de les tesis luteranes. A més de judicis, la Inquisició realitzava tasques de localització, persecució i erradicació de persones sospitoses de no professar la fe catòlica. I després del Concili de Trento (1545-1563) els rectors parroquials van començar a portar un control documental rigorós dels seus feligresos. Finalment, segons el professor Carod-Rovira, una de les principals causes que el protestantisme no es consolidés es troba en un fet cultural: la religiositat catòlica anava acompanyada d'elements teatrals o para-teatrals (com la Processó del Sant Enterrament de Tarragona l, les festes i diables de Sant Antoni a Mallorca o el Misteri d'Elx) que es van contraposar a l'austeritat del protestantisme.

## Doctrina calvinista
Encara que el calvinisme és una base de la Reforma Protestant, hi ha un tema fonamental de la doctrina del calvinisme que el representa, i és la seva doctrina de la salvació, la qual emfatitza que l'home és incapaç d'afegir res per a obtenir la salvació, i que només Déu és l'iniciador de tota la salvació, en tots els seus períodes; és a dir, Déu és l'iniciador de la salvació des de la formació de la fe cap a la decisió de l'home que vol seguir a Crist. La doctrina calvinista és, doncs, una doctrina del monergisme (del grec mono que vol dir ‘un’ i ergon que vol dir ‘feina’); és a dir, que la salvació no és un esforç cooperatiu entre Déu i l'home, sinó que depèn completament de Déu. Per això, Déu ha destinat als homes que han de rebre la salvació; aquesta doctrina és coneguda com a «predestinació».

### Els cinc punts del calvinisme
El calvinisme és una doctrina centrada en la consciència de la «sobirania de Déu»: Déu té preeminència no només en la teologia, sinó en totes les activitats de la vida humana. La bondat i el poder de Déu són il·limitats, ja que Déu obra en totes les àrees de l'existència, sigui espiritual, física, intel·lectual, secular, sagrada, pública, privada, a la terra o al cel. Això produeix una dependència absoluta de Déu, la qual no està identificada amb els actes temporals de pietat (com la pregària), sinó que envolta totes les activitats de la vida, fins i tot les mundanes.
Hi ha cinc punts fonamentals que distingeixen doctrinalment el calvinisme que mostren la diferència entre la doctrina de la salvació evangèlica i la doctrina de l'Església Catòlica. L'essència del calvinisme respecte als cinc punts, és la dependència de Déu, qui va crear l'univers, i el sosté perquè compleixi els seus propòsits. Cada cosa bona, d'acord amb el calvinisme, existeix per causa de la gràcia immerescuda de Déu, i la salvació depèn enterament de la gràcia. Com a preparació per al pla final de la perfecció de la creació, destruint les obres del mal, Déu va decidir rescatar a la humanitat enviant al seu Fill.
En Borja Vilallonga en detalla els cinc punts fonamentals:
- Depravació total. L’home es troba completa i radicalment incapacitat per al bé, per a la vida i per a Déu. La doctrina cristiana afirma que l’home ha estat condemnat a la mort per i en el pecat a causa de la seva caiguda del Paradís pel pecat original. La rebel·lió de l’home ha implicat el càstig més terrible. De l’home amic de Déu apareix l’home natural que viu alienat de Déu, la seva veritat i de tota salvació. Per aquesta raó, l’home no coneix els camins de Déu i és lliurat al pecat i vici. Les bones obres, no naixent de l’amor de Déu i de la seva llum i salvació, són manifestacions bones d’un origen pecaminós. Conformar-se a un bé extern, si no neix de Déu que és perfecte, no és bé en si.

- Predestinació. Déu, en la seva infinita misericòrdia, ha triat els escollits per a la salvació i ho va fer abans de la fundació del món. L’home no té capacitat de lliure albir, sinó que tot és conegut per Déu omnipotent i ordenat segons els seus designis. L’home s'ha de lliurar, per tant, a conèixer aquesta voluntat divina que ha definit la seva vida i acomodar-s'hi. Qui és elegit rebrà la gràcia. Només per mitjà de Crist es pot rebre la salvació i, per consegüent, l’elecció implica conèixer Jesús i seguir-lo.

- Expiació limitada. Crist va expiar tots els pecats a la Creu i va cancel·lar el deute del pecat contret per Adam, va apaivagar l’ira de Déu cap als homes, i va guanyar la salvació per a molts, els que han estat elegits incondicionalment. El sacrifici de Jesús a la creu edifica una nova aliança de Déu amb els homes, suficient per a tothom i només eficient per als escollits.

- Gràcia irresistible. Els qui han estat elegits incondicionalment per Déu reben la gràcia efectiva i qui n'ha estat elegit no la pot resistir.

- Perseverança dels sants. El sant en la doctrina calvinista és l’elegit per Déu a la salvació. Aquest perseverarà en la fe i qui no perseveri voldrà dir que no era realment elegit i salvat per Déu.

### Moviments cristians relacionats amb el calvinisme
Aquests moviments o grups estan relacionats en doctrina o història amb el calvinisme:
- Església Presbiteriana
- Els puritans
- Els hugonots
- L'Església Reformada
- Les Esglésies Congregacionals
- L'Església Baptista Reformada

### Comparació entre branques protestants
| Creences protestants sobre la salvació                                                         | | | |
| Aquesta taula resumeix les opinions clàssiques de tres Creences protestants sobre la salvació. | | | |
| Tema                                                                                           | Calvinisme | Luteranisme | Arminianisme |
| Voluntat humana                                                                                | Depravació total: La humanitat posseeix el "lliure albir", però està en esclavitud del pecat, fins que es "transforma". | Pecat original: La humanitat posseeix el lliure albir pel que fa als "béns i possessions", però és pecador per naturalesa i no pot contribuir a la seva pròpia salvació. | Depravació total: la humanitat posseeix la llibertat de la necessitat, però no la "llibertat del pecat" tret que ho permeti "gràcia prevenient". |
| Eleccions                                                                                      | Eleccions incondicionals.                                                                                               | Elecció incondicional. | Elecció condicional en vista de la fe o la incredulitat prevista.                                                                                |
| Justificació i expiació                                                                        | Justificació per la fe solament. Diverses opinions sobre l'abast de l'expiació.                                         | Justificació per a tots els homes, completada a la mort de Crist i efectiva mitjançant només la fe.                                                                      | La justificació va fer que fos possible per a tots mitjançant la mort de Crist, però només es va completar escollint la fe en Jesús.             |
| Conversió                                                                                      | Monergística, per mitjà de la gràcia, irresistible.                                                                     | Monergística, a través dels mitjans de gràcia, resistible. | Sinèrgica, resistible per la gràcia comuna del lliure albir.                                                                                     |
| Perseverança i apostasia                                                                       | Perseverança dels sants: els eternament elegits en Crist certament perseveraran en la fe.                               | La caiguda és possible, però Déu dona assegurança de l'evangeli. | La preservació està condicionada a la fe continuada en Crist; amb la possibilitat d'una apostasia.                                               |

## El calvinisme, força espiritual de l’esperit capitalista
El filosof, sociòleg i economista Max Weber, a L’ètica protestant i l’esperit del capitalisme, va analitzar com l’ascetisme protestant, especialment el calvinisme, va ser una font de sentit rere totes les accions que, encadenades, van desembocar sense voler-ho en el capitalisme modern de producció i d’acumulació caracteritzat per una racionalització de tots els seus processos. El calvinisme, que tot i menystenir els plaers terrenals, no va rebutjar el món i va animar els seus seguidors a participar activament de la vida present perquè pugessin assolir la salvació o, si més no, veure signes de la salvació futura. Weber va qualificar aquesta actitud de misticisme intramundà pel fet que condueix a un esforç de veure-hi els designis divins i descobrir-hi els senyals de la voluntat de Déu. La salvació és pura gràcia divina; hom no es guanya la salvació amb les obres o amb els sagraments com ara la confessió. El dogma de la predestinació va implicar un profund sentiment de soledat interior, d’una incertesa respecte a la salvació personal que esdevenia difícilment suportable. Per tant, la doctrina de Calví, centrada en la gràcia divina i en la glòria de Déu, va conduir al creient a comprometre’s ascèticament en l’activitat mundana i econòmica. Ascèticament va implicar rebutjar tota debilitat humana; la seva actitud havia de ser plena de dignitat, d’autocontrol i de severitat. Així, tots els moments de la vida estan impregnats d’exigència ètica. Pels calvinistes i altres protestants, el treball professional va ser el mitjà ascètic per excel·lència; així el treball entès com a vocació no va ser un mal necessari, una càrrega o un càstig; ben contràriament el treball ben fet, continuat, útil i productiu va constituir la contribució positiva i necessària de l’home a la manifestació de la glòria de Déu. Per tant, des del segle XVI, la Reforma protestant de Martí Luter i el calvinisme portarien a les mentalitats nous valors que revolucionarien la concepció del treball i de la vida.